# Európa Tanács
Az Európa Tanács egy regionális, nemzetközi szervezet, amelynek székhelye Strasbourg. Jelenleg 46 tagja van, de nyitva áll bármely olyan európai állam előtt, amely elfogadja a jogállamiság intézményét és garantálja állampolgárai számára az alapvető  szabadság- és emberi jogokat.
A Tanács egyik legfontosabb eredménye az Emberi Jogok Európai Egyezményének 1950-es elfogadása volt. Ennek keretében állították fel az Emberi Jogok Európai Bíróságát, amely az emberi jogok legfőbb európai bírói fóruma.
Az Európa Tanács laza, kormányközi együttműködés keretében jött létre, és, szemben az Európai Tanáccsal és az Európai Unió Tanácsával, nem az Európai Unió intézménye.

## Létrejötte
Winston Churchill a Zürichi Egyetemen 1946. szeptember 19-én elmondott beszédében az Amerikai Egyesült Államok mintájára létrehozandó „Európai Egyesült Államok” megalakítását szorgalmazta. Ezt látta a legjobb eszköznek arra, hogy ne törjön ki újabb, a II. világháborúhoz hasonló háború.
Ilyen föderális együttműködés nem alakult ki az európai nemzetek között, de 1949. május 5-én, Londonban 10 állam aláírta a londoni szerződést, melynek keretében megalakult az Európa Tanács, amely  alakuló ülését Strasbourgban tartotta 1949. augusztus 10-én. A londoni szerződés vagy 1949-es londoni egyezmény aláírásával a Benelux államok, Nagy-Britannia, Franciaország, Dánia, Norvégia, Svédország, Írország, Olaszország létrehozta az Európa Tanácsot (Council of Europe). Később csatlakozott hozzá Görögország, Törökország, Izland (1950), az NSZK (1951), Ausztria (1956), Ciprus (1961), Svájc (1963). Az alakuló ülés kezdete előtt egyetlen nappal, augusztus 9-én  társult alapítóként Görögország és Törökország is belépett.
Így az ET által megalkottatott és elfogadott logójának, illetve zászlajának  12 arany csillaga az alapítók első körét is jelképezi, de e nyitott kör mára 47 országra bővült, és szimbóluma - az Európa Himnusszal - a 27 országot tömörítő Európai Uniónak és még tágabban egész Európa egységének és békés felemelkedésének közös jelképe lett.

## Céljai
- a vitás kérdések tárgyalásos rendezése,
- a második világháború utáni újjáépítés lebonyolítása,
- az emberi jogok védelme,
- az emberibb munkakörülmények kialakítása,
- a természeti kincsek közös védelme és hasznosítása.

## Főbb szervei
- Főtitkár
- Miniszteri Bizottság
- Parlamenti Közgyűlés
- Kongresszus (Európai Helyi és Regionális Önkormányzatok Kongresszusa)
- Emberi Jogok Európai Bírósága
- Emberi jogok biztosa (ombudsman)
- Velencei Bizottság

## Tagjai

A Európa Tanács tagországai

### Alapító államok
- Belgium
- Hollandia
- Luxemburg
- Dánia
- Franciaország
- Írország
- Egyesült Királyság
- Norvégia
- Olaszország
- Svédország

### Az alapítás évében társultak
- Görögország (1949. augusztus 9.)
- Törökország (1949. augusztus 9.)

### Később csatlakoztak
- Izland (1950. március 9.)
- Németország (NSZK) (1950. július 13.)
- Ausztria (1956. április 16.)
- Ciprus (1961. május 24.)
- Svájc (1963. május 6.)
- Málta (1965. április 29.)
- Portugália (1976. szeptember 22.)
- Spanyolország (1977. november 24.)
- Liechtenstein (1978. november 23.)
- San Marino (1988. november 16.)
- Finnország (1989. május 5.)
- Magyarország (1990. november 6.)
- Lengyelország (1991. november 26.)
- Bulgária (1992. május 7.)
- Észtország (1993. május 14.)
- Litvánia (1993. május 14.)
- Szlovénia (1993. május 14.)
- Csehország (1993. június 30.)
- Szlovákia (1993. június 30.)
- Románia (1993. október 7.)
- Andorra (1994. október 10.)
- Lettország (1995. február 10.)
- Albánia (1995. július 13.)
- Moldova (1995. július 13.)
- Észak-Macedónia (1995. november 9.)
- Ukrajna (1995. november 9.)
- Horvátország (1996. november 6.)
- Grúzia (1999. április 27.)
- Örményország (2001. január 25.)
- Azerbajdzsán (2001. január 25.)
- Bosznia-Hercegovina (2002. április 24.)
- Szerbia (2003. április 3.)
- Monaco (2004. október 5.)
- Montenegró (2007. május 11.)

### Korábbi tagok
- Oroszország (1996. február 28. – 2022. március 15.)

Fehéroroszországnak 1992 szeptemberétől 1997 januárjáig különleges vendégstátusza volt a Parlamenti Közgyűlésben, de visszavonták tőle az 1996. novemberi alkotmányról szóló referendumon és az országgyűlési választásokon tapasztalt visszásságok miatt. A választások lebonyolítását az ET antidemokratikusnak minősítette, és aggályosnak találta az emberi szabadságjogok, többek között a szabad véleménynyilvánítás érvényesülésének akadályozását a belorusz médiában. Véleményük szerint az ország új alkotmánya sem felel meg a demokratikus elvárásoknak és sérti a végrehajtó hatalom és a jogalkotás szétválasztásának elvét. Fehéroroszország 1993. március 12-én kérte felvételét az Európa Tanács szervezetébe, de felvétele azóta sem történt meg.
Kazahsztán 1999-ben kért megfigyelő státuszt a Parlamenti Közgyűlésben. A hivatalos válasz szerint az ország teljes jogú tagságért is folyamodhat, mivel területének egy része Európában található, de felvételére csak akkor kerülhet sor, ha a Tanács jelentős javulást észlel az országban a demokrácia és az emberi jogok terén.
Vatikán 1970 óta megfigyelő a Miniszterek Bizottságában.
Néhány nem-európai állam is kapott megfigyelő státuszt.
Japán és az Egyesült Államok megfigyelő a Miniszterek Bizottságában.
Izrael megfigyelő a Parlamenti Közgyűlésben.
Kanada és Mexikó megfigyelő a Miniszterek Bizottságában és a Parlamenti Közgyűlésben is.
2022. március 15-én Szergej Lavrov orosz külügyminiszter bejelentette, hogy hazája kilép a szervezetből. Tekintettel arra, hogy Oroszország súlyos jogsértést követett el azzal, hogy fegyveres támadást hajtott végre az Európa Tanács egy másik tagállama ellen, az ET Miniszteri Bizottsága március 16-án kizárta Oroszországot a szervezetből.

## Magyarország csatlakozása
Magyarország 1990. november 6-án helyezte letétbe a csatlakozási okiratait. Az Alapszabályt a magyar Országgyűlés az 1991. évi LXXI. törvénnyel hirdette ki.

## Díjai
- 1955-ben olyan helyi és regionális önkormányzatok számára, melyek kiemelkedően aktív szerepet vállalnak az európai egységet erősítő nemzetközi kapcsolatok terén, megalapították az Európa Díjat.
- A kitüntetési rendszer négy lépcsős:
  - Európai Diploma (European Diploma)
  - Emlékzászló (Flag of Honour)
  - Becsület Plakett (Plaque of Honour)
  - Európa Díj (Europe Prize)